# Lernhaus Ahorn
Das Lernhaus Ahorn ist eine Gemeinschaftsschule mit Grundschule und Sekundarstufe in Ahorn-Eubigheim im Main-Tauber-Kreis in Baden-Württemberg.

## Geschichte
Die Schule entwickelte sich von einer ehemaligen Volksschule zu einer Grund- und Hauptschule sowie einer Grund- und Werkrealschule.
Seit dem Schuljahr 2012/13 wurde das Lernhaus Ahorn, beginnend mit Lerngruppe 5, eine Gemeinschaftsschule.

## Schulleitung
| Amtszeit | Schulleiter     |
| -------- | --------------- |
| Seit ?   | Carmen Stemmler |

## Schularten und Schulabschlüsse
Das Lernhaus Ahorn bietet unterschiedliche Schularten mit den folgenden Schulabschlüssen an:

### Primarstufe
In der Primarstufe der offenen Ganztagesgrundschule der Gemeinschaftsschule erwerben die Kinder der Klassen 1 bis 4 erwerben grundlegende Lern- und Arbeitsformen sowie mathematische, sprachliche und sachunterrichtliche Kenntnisse, die das Fundament für die weiterführende Schulbildung in den verschiedenen Schularten der Sekundarstufe legen.

### Sekundarstufe
In der Sekundarstufe der Gemeinschaftsschule erwerben Kinder der Klassen 5 bis 10 den Haupt- oder Realschulabschluss (mittlere Reife). Aufbauend kann an einer weiterführenden Schule in der Umgebung, beispielsweise an der gymnasiale Oberstufe eines Gymnasiums oder an einem Beruflichen Gymnasium (Wirtschaftsgymnasium, Technisches Gymnasium usw.), die allgemeine Hochschulreife (Abitur) erworben werden.

## Schulleben und Besonderheiten

### Bildungspartnerschaften
Die Schule pflegt Bildungspartnerschaften mit den folgenden Betrieben und sonstigen Organisationen in den nachfolgend genannten Bereichen:
- AZO GmbH & Co. KG, Osterburken: Betriebserkundung, Bewerbungstraining, Tagespraktika in den Bereichen Industriemechanik, Elektrotechnik sowie im kaufmännischen Bereich
- BBQ Berufliche Bildung gGmbH, Stuttgart: Berufsinteressentest, Bewerbungstraining
- Deutsches Rotes Kreuz, Tauberbischofsheim: Betriebserkundung, Einblicke in die Bereiche „Maßnahmen zur Ersten Hilfe“ und „Unfallverhütung“
- Grammer Kunststoff- und Metalltechnik GmbH, Hardheim: Eltern-/ Schülerinformationsabend zum Thema „Erwartungen der Betriebe an Azubis“
- Kindergärten der Gemeinde Ahorn: Praktikumstag für Jungen „Boys´Day“
- Seniorenheim „Haus im Umpfertal“, Boxberg: Betriebserkundung, Tagespraktika in den Bereichen Beschäftigungstherapie, Hauswirtschaft, Küche
- Systemair GmbH, Boxberg: Betriebserkundung, Praktikumstag für Mädchen „Girls´ Day“, Vorstellungsgespräch unter realen Bedingungen
- TS-Systemfilter GmbH, Berolzheim: Betriebserkundung
- Volksbank Kirnau: „Azubi meets Grundschule“, Berufsbilder im Finanzwesen, Finanzwissen für Berufsstarter
- VS Vereinigte Spezialmöbelfabriken, Tauberbischofsheim: Betriebserkundung
- Weinig AG, Tauberbischofsheim: Betriebserkundung

### Schülerfirma „A-Factory“
In der Lerngruppe 7 arbeiten Schüler seit vielen Jahren in der Schülerfirma „A-Factory“. Die Schüler planen dabei eigene Projekte, setzen diese um und arbeiten mit Kooperationspartnern (beispielsweise Betriebe, Vereine) zusammen. Im Rahmen der kooperativen Berufsorientierung (KooBO) werden sie dabei durch eine außerschulische Projektbegleitung auch mit Kontakten zu außerschulischen Partnern personell unterstützt.